# Bernardino Maffei
Bernardino Maffei (né à Rome, Italie le 27 janvier 1514 et y mort le 16 juillet 1553), est un cardinal italien du XVIe siècle.
Il est le frère du cardinal Marcantonio Maffei (1570), l'oncle des cardinaux Orazio Maffei (1606) et Marcello Lante (1606) et le grand-oncle du cardinal Gregorio Naro (1629).

## Repères biographiques
Maffei étudie à l'université de Padoue. Il est clerc à Rome, secrétaire du cardinal Alessandro Farnese, iuniore et chanoine de la basilique Saint-Pierre. En 1547 il est élu évêque de Massa Marittima.
Le pape Paul III le crée cardinal lors du consistoire du 8 avril 1549. Le cardinal Maffei est transféré au diocèse de Caserte en 1549 et promu archevêque de Chieti la même année. Maffei participe au conclave de 1549-1550, lors duquel Jules III est élu. Il est ami intime
d'Ignace de Loyola, le fondateur des jésuites et est l'auteur d'un commentaire sur les lettres de Cicéron et de l'œuvre De inscriptionibus et imaginibus veterum numismatum. Il est poète, orateur, historien et antiquaire.